# Association canadienne-française de l'Alberta
 (janvier 2024).
Si vous disposez d'ouvrages ou d'articles de référence ou si vous connaissez des sites web de qualité traitant du thème abordé ici, merci de compléter l'article en donnant les références utiles à sa vérifiabilité et en les liant à la section « Notes et références ».
Pour les articles homonymes, voir ACFA.
L'Association canadienne-française de l'Alberta (l'ACFA) est une association canadienne qui a pour but de donner aux francophones de la province un moyen de se réunir et de créer une communauté vivante et dynamique.

## Avant l'ACFA
Le français en Alberta date des premières missions d'exploration euro-canadiennes en Alberta. Les liens familiaux, commerciaux et quasi-diplomatiques furent établis entre les coureurs de bois, voyageurs et engagés des compagnies de traite de fourrure et les premières nations le long des cours d'eau. Deux conséquences de ces alliances entre peuples des Canadiens franco-catholiques et nations cries et ojibwés furent d'abord la naissance de la nation métisse, mais aussi l'établissement des premières communautés contemporaines sur les terres qui allaient devenir l'Alberta.
L'établissement de missions et de colonies, parsemées à travers l'Alberta fut le résultat principalement des ordres religieux. L'Église catholique romaine s'était donnée comme vocation l'évangélisation et la « civilisation » des populations autochtones, ainsi que des populations isolées de l'Ouest. Les Oblats, les Sœurs de l'Assomption, les Sœurs grises, les Filles de Jésus, pour en nommer quelques-uns, ont établi les premiers services de santé, d'éducation et de services sociaux pendant le XIXe siècle. La Compagnie de la Baie d'Hudson s'appuyait sur ces ordres religieux pour assurer l'ordre, la paix et les services de base dans l'Ouest dans les missions comme Saint-Albert, Lac Saint-Anne, Lac-la-Biche et Fort Edmonton.
Avec la colonisation croissante de la fin du XIXe siècle, davantage de gens d'affaires, d'agriculteurs, d'administrateurs et de professionnels francophones s'établissent dans les communautés en éclosion à travers l'Alberta. Ces derniers s'associent principalement aux nouvelles paroisses, aux comités et clubs culturels, aux partis politiques et aux grandes associations et sociétés dites « nationales » canadienne-françaises tels que la Société Saint-Jean-Baptiste et la Société du parler français.
La Terre de Rupert, et par la suite les Territoires du Nord-Ouest se sont dotés d'une administration officiellement bilingue jusqu'aux années 1890. Mais c'est à ce moment que l'assemblée territoriale se met à attaquer systématiquement le fait français dans l'administration publique et l'éducation. Cette attaque suscite un malaise au sein de la communauté franco-albertaine ; il devient davantage évident que les sociétés nationales canadiennes-françaises mais à base locales sont inadéquates pour bien représenter les besoins de l'ensemble des francophones de l'Alberta.